# Rodeo (Kalifornija)
Rodeo je naseljeno područje za statističke svrhe u američkoj saveznoj državi Kalifornija. Prema popisu stanovništva iz 2010. u njemu je živjelo 8.679 stanovnika.